# Будберг, Александр Иванович
Барон Александр Иванович Будберг (нем. Alexander Theodor Freiherr von Budberg-Bönninghausen; 1796 или 1797 — 1876 ) — русский военный и государственный деятель, генерал-адъютант (06.12.1844) и генерал от кавалерии (17.04.1860). Герой русско-персидской войны 1826-1828 годов и русско-турецкой войны 1828-1829 годов. В Крымскую войну был полномочным комиссаром Российской империи в Молдавском княжестве и княжестве Валахия (1853-1854).

## Биография
Происходил из баронского рода Будбергов: отец, Готтард Иоганн фон Будберг (1753—1798) — адъютант Константина Павловича; мать, Анна-Магдалена Баранофф (1777—1845) — статс-дама Елены Павловны (во 2-м браке — за графом Филиппом Ивановичем Эльмптом).
Окончил Институт корпуса инженеров путей сообщения, начал службу 1 сентября 1814 года инженером в чине прапорщика и 6 лет спустя был уже капитаном, но по состоянию здоровья в 1821 году вышел в отставку.
Спустя два года он вновь поступил на службу, в Харьковский драгунский полк, с переименованием в ротмистры, откуда в 1835 году был назначен адъютантом к генерал-фельдмаршалу графу П. Х. Витгенштейну с переводом в лейб-гвардии Драгунский полк.
В боевых операциях Будберг впервые принял участие на Кавказе, где в 1827 году с отличием участвовал, под начальством генерал-адъютанта К. Х. Бенкендорфа, во многих сражениях персидской кампании. Особенно отличился при рекогносцировке крепости Сардар-Абада (орден Святой Анны 3-й степени с бантом), при рекогносцировке за Араксом (орден Святого Владимира 4-й степени с бантом) и за покорение Эривани, был награждён золотой саблей с надписью «За храбрость».
В русско-турецкой войне 1828—1829 годов, находясь адъютантом последовательно при генерал-фельдмаршалах князе П. Х. Витгенштейне и графе И. И. Дибиче, он был активным участником целого ряда военных операций против неприятеля и особенно отличился в сражениях под Шумлою (орден Святой Анны 2-й степени), при покорении Варны и в битве при Кулевче, где за отличие произведён в полковники. Вслед за Кулевчинским сражением Будберг был послан главнокомандующим в Вену с важным поручением — изложить австрийскому императору результаты этой победы и сообщить о критическом положении Турции. По возвращении в июле 1829 года в армию он участвовал в переходе главных сил через реку Камчик и Балканские горы и в последовавших затем боях при городе Сливне и при занятии Адрианополя, после чего был снова командирован, на этот раз — в Константинополь, с настоятельным требованием исполнения всех статей заключённого в Адрианополе договора.
В октябре того же года Будберг, по поручению графа И. И. Дибича, представил российскому императору утверждённый султаном мирный трактат и был награждён орденом Святого Владимира 3-й степени. Во время Польской кампании 1831 года Будберг был адъютантом графа И. И. Дибича и тоже участвовал в боях. За сражения при Калушине, Минске, Вавре и, в особенности, при Грохове был представлен к званию флигель-адъютанта Его Величества (21 февраля 1831 года), полученное им при личном донесении Государю о поражении поляков. Вернувшись в армию, он участвовал, с авангардом войск, в боях: под Куфлевым, при Минске и при крепости Залесце. Затем был в летучем казачьем отряде генерал-лейтенанта М. Г. Власова, в качестве начальника его штаба, и, после покорения Варшавы, находился при войсках генерал-адъютанта барона Г. В. Розена, во время преследования ими корпуса Д. Ромарино.
После прекращения военных действий на Будберга было возложено участие в особой комиссии, назначенной для опломбирования публичной библиотеки в варшавском университете и библиотеки варшавского общества любителей наук и словесности.
6 декабря 1836 года Будберг был произведён в генерал-майоры Свиты Его Величества, а в 1843 году — назначен на должность начальника Черноморской береговой линии. После этого Будберга снова перевели на Кавказ.
6 декабря 1844 года он получил звание генерал-адъютанта и ровно год спустя произведён в генерал-лейтенанты. В 1853 году состоялось его назначение чрезвычайным и полномочным комиссаром в княжествах Молдавии и Валахии.
17 апреля 1860 года он получил чин генерала от кавалерии, а в 1867 году, в день 50-летнего юбилея службы — награждён орденом Святого Владимира 1-й степени с мечами.
В конце службы находился в должности генерал-адъютанта, исполняя ряд личных поручений императора Александра II.

## Награды
Российские:
- Орден Святой Анны 3-й степени с бантом (1827)
- Орден Святого Владимира 4-й степени с бантом (9 сентября 1827)
- Золотая сабля с надписью "За храбрость" (25 января 1828)
- Орден Святой Анны 2-й степени (22 июля 1828)
- Алмазные знаки к ордену Святой Анны 2-й степени (7 марта 1829)
- Орден Святого Владимира 3-й степени (16 декабря 1829)
- Знак отличия за военное достоинство 3-й степени (1831)
- Орден Святого Станислава 2-й степени со звездой (18 октября 1831)
- Орден Святого Станислава 1-й степени (6 декабря 1840)
- Орден Святого Георгия 4-й степени за 25 лет выслуги в офицерских чинах (3 декабря 1842)
- Орден Святой Анны 1-й степени (8 апреля 1844)
- Орден Святого Владимира 2-й степени (27 декабря 1847)
- Орден Белого орла (20 ноября 1850)
- Орден Святого Александра Невского (26 августа 1856)
- Алмазные знаки к ордену Святого Александра Невского (30 августа 1864)
- Орден Святого Владимира 1-й степени с мечами (1 сентября 1867)

Иностранные:
- Орден Святого Иоанна Иерусалимского (1830)
- Орден Красного орла 3-й степени (1835)
- Греческий орден Спасителя 2-й степени со звездой (1837)
- Орден Филиппа Великодушного 1-й степени (1840)
- Орден Белого сокола 1-й степени (1841)
- Орден Нидерландского льва, большой крест (1853)
- Австрийский орден Леопольда 1-й степени (1853)
- Орден Леопольда I 1-й степени (1855)
- Королевский Гвельфский орден 1-й степени (1855)
- Орден Дубовой короны, большой крест (1855)
- Орден Людвига, большой крест (1855)
- Орден Заслуг герцога Петра-Фридриха-Людвига, большой крест (1855)
- Орден Золотого льва Нассау 1-й степени (1860)
- Орден Красного орла 1-й степени (1860)
- Орден Гражданских заслуг Баварской короны 1-й степени (1864)
- Орден Данеброг, большой крест с алмазами (1868)
- Греческий орден Спасителя, большой крест (1871)

## Семья
Имел четырёх сыновей и трёх дочерей:
- Александр (1855—1917)
- Николай (1856—1921)
- Анатолий (1857—1918)
- Анна (1858—?)
- София (1859—1922)
- Андрей (1861—1918)
- Елизавета (1866—?)